# Paraceras pendleburyi
Paraceras pendleburyi är en loppart som beskrevs av Jordan 1932. Paraceras pendleburyi ingår i släktet Paraceras och familjen fågelloppor. Inga underarter finns listade i Catalogue of Life.